# دوري أمريكا الشمالية 2013
دوري أمريكا الشمالية 2013 (بالإنجليزية: 2013 North American Soccer League season)‏ هو الموسم 3 من دوري أمريكا الشمالية. أشرف على تنظيمه دوري أمريكا الشمالية، وكان عدد الأندية المشاركة فيه 8، وفاز فيه New York Cosmos (2010) ‏.